# Hanspeter Mössenböck
Hanspeter Mössenböck (* 20. Januar 1959 in Schwanenstadt, Österreich) ist österreichischer Informatiker. Er ist Professor für Praktische Informatik/Systemsoftware an der Johannes Kepler Universität (JKU) Linz und leitet dort das Institut für Systemsoftware.

## Leben
Von 1978 bis 1983 studierte er Informatik an der JKU und promovierte dort 1987 „sub auspiciis Praesidentis“ bei Peter Rechenberg.
Von 1987 bis 1988 war er Postdoc an der Universität Zürich und von 1988 bis 1994 Assistenzprofessor an der ETH Zürich. Dort arbeitete er zusammen mit Niklaus Wirth an der Weiterentwicklung der Programmiersprache Oberon und des Oberon-Systems. Er war auch Gründer und erster Präsident der Fachgruppe CHOOSE (Swiss Group for Object-oriented Software Engineering) der Schweizer Informatikgesellschaft (SI).
1994 wurde er als ordentlicher Professor für Informatik (Systemsoftware) an die JKU berufen.
Im Sommer 2000 absolvierte er ein Sabbatical bei Sun Microsystems (JavaSoft-Gruppe in Kalifornien), aus dem eine langjährige Forschungskooperation mit Sun Microsystems (jetzt Oracle) hervorging.
An der JKU ist er seit 2002 Vorsitzender der Studienkommission Informatik und seit 2004 Vorstand des Instituts für Systemsoftware.
2006 wurde ihm ein Ehrendoktorat von der Eötvös-Loránd-Universität Budapest verliehen und 2025 ein Ehrendoktorat der Oxford Brookes University in England.
Von 2006 bis 2013 leitete er an der JKU das Christian Doppler Labor für Automated Software Engineering und trug von 2013 bis 2020 zum Christian Doppler Labor für Monitoring und Evolution sehr großer Softwaresysteme bei.
Von 2008 bis 2018 war er Mitglied des Universitätsrates der Technischen Universität Graz.
Von 2019 bis 2022 war er Vorsitzender des Senats der Johannes Kepler Universität Linz.

## Arbeits- und Forschungsschwerpunkte
- Programmiersprachen
- Compilerbau
- Automatisierung der Softwareentwicklung

Im Compilerbau beschäftigt sich die Forschungsgruppe um Mössenböck mit dynamischer Kompilierung (Static Single Assignment Form, Feedback-basierte Übersetzung, dynamische Redefinition von Programmen) sowie mit Registerallokation und diversen dynamischen Codeoptimierungstechniken (Escape-Analyse, Object Inlining). Forschungsergebnisse der Gruppe (z. B. Registerallokation, Static Single Assignment Form, Escape-Analyse) wurden in den weltweit benutzten Java-Compilern von Oracle umgesetzt. Mössenböck ist auch Autor des Compilergenerators Coco/R, der als Open-Source-Software von zahlreichen Universitäten und Firmen eingesetzt wird.

## Auszeichnungen
- Ehrendoktorat der Oxford Brookes University (2025)[2]
- Ehrensenator der Technischen Universität Graz (2018)[3]
- Ehrendoktorat der Eötvös-Loránd-Universität Budapest (2006)
- Unterrichtspreis des Departements Informatik der ETH Zürich (1989)
- Promotion „sub auspiciis praesidentis rei publicae“ (1987)
- Richard-Büche-Preis der Sparkasse Oberösterreich (1978)

## Bücher
- H. Mössenböck: Compiler Construction: Fundamentals and Applications. Springer, 2025, ISBN 978-3-03184812-4. (Print-Ausgabe; E-Book-Ausgabe: ISBN 978-3-031-84813-1)
- H. Mössenböck: Compilerbau: Grundlagen und Anwendungen. dpunkt.verlag, 2024, ISBN 978-3-9888900-8-5.
- H. Mössenböck: Kompaktkurs C# 7. dpunkt.verlag, 2019, ISBN 978-3-86490-631-2. (Frühere Auflagen erschienen 2003, 2006, 2009, 2015, 2016.)
- Hanspeter Mössenböck: Sprechen Sie Java?: Eine Einführung in das systematische Programmieren. 5., überarbeitete und erweiterte Auflage. dpunkt.verlag, 2014, ISBN 978-3-86490-099-0. (Frühere Auflagen: 1. (2001), 2. (2003), 3. (2006), 4. (2011).)
- P. Rechenberg und H. Mössenböck: Hütte. Das Ingenieurwissen. Hrsg.: H. Czichos und M. Hennecke. 33. Auflage. Springer-Verlag, 2007, Algorithmen, Datentypen und Datenstrukturen, Programmiersprachen, Softwaretechnik.
- Hanspeter Mössenböck: Informatik-Handbuch. Hrsg.: Peter Rechenberg und Gustav Pomberger. 4. Auflage. Hanser-Verlag, 2006, ISBN 3-446-40185-7, Übersetzer, Systemsoftware, Web-Programmierung.
- W. Beer, D. Birngruber, H. Mössenböck, H. Prähofer und A. Wöß: Die .NET-Technologie: Grundlagen und Anwendungsprogrammierung. 2. Auflage. dpunkt.verlag, 2006, ISBN 3-89864-421-9. (1. Auflage 2003, ISBN 3-89864-174-0.)
- H. Mössenböck: C# to the Point. Pearson Addison-Wesley, 2005, ISBN 0-321-25290-X.
- H. Mössenböck, W. Beer, D. Birngruber und A. Wöß: .NET Application Development: with C#, ADO.NET, ASP.NET and Web Services. Pearson Addison-Wesley, 2004, ISBN 0-321-17349-X.
- G. Blaschek, A. Ferscha, H. Mössenböck und G. Pomberger (Hrsg.): Peter Rechenberg: Festschrift zum 70. Geburtstag. Universitätsverlag Rudolf Trauner, 2003.
- Hanspeter Mössenböck: Objektorientierte Programmierung in Oberon-2. 3., völlig überarbeitete Auflage. Springer-Verlag, 1998, ISBN 3-540-64649-3. (Frühere Auflagen: 1. (1993, ISBN 3-540-55690-7), 2. (1994, ISBN 3-540-57789-0).)
- Hanspeter Mössenböck: Object-Oriented Programming in Oberon-2. 2. Auflage. Springer-Verlag, 1995, ISBN 3-540-60062-0. (1. Auflage 1993, ISBN 3-540-56411-X)
- Peter Rechenberg und Hanspeter Mössenböck: Ein Compiler-Genrator für Mikrocomputer. Hanser-Verlag, 1985, ISBN 3-446-15350-0. (Auch erschienen als: A Compiler Generator for Microcomputers, Prentice Hall 1989, ISBN 0-13-155136-1; Japanische Ausgabe: ISBN 4-7819-0607-9)